# 12160 Карелваккер
12160 Карелваккер (12160 Karelwakker) — астероїд головного поясу, відкритий 29 вересня 1973 року.
Тіссеранів параметр щодо Юпітера — 3,489.